# W kamiennym kręgu
W kamiennym kręgu (port. Ciranda de Pedra) – brazylijska telenowela emitowana od 18 maja do 14 listopada 1981 roku przez stację telewizyjną Rede Globo. Została nakręcona na podstawie wydanej w 1953 roku pod tym samym tytułem powieści autorstwa brazylijskiej pisarki Lygii Fagundes Telles. Powstało 155 odcinków trwających po 30 minut. W Polsce telenowela emitowana była od 3 lipca 1988 roku do 26 marca 1989 roku przez TP1 (ówczesny kanał TVP1) w 77 jednogodzinnych odcinkach.

## Fabuła
Akcja serialu rozgrywa się w latach 40. XX wieku i przedstawia środowisko brazylijskich wyższych sfer zamieszkujących w São Paulo. Główną bohaterką jest Virginia (w tej roli znana z telenoweli Niewolnica Isaura Lucelia Santos), która po wielu latach życia ze swoją matką zmuszona jest z powodu jej choroby zamieszkać u swego ojca, bogatego mecenasa Prado. Młoda dziewczyna musi stawić czoła upokorzeniom, jakich doznaje ze strony swojego ojca, sióstr oraz głównej gospodyni domu, sympatyzującej z nazistami Frau Herty. Virginia ostatecznie znajduje ukojenie w miłości, ale wcześniej odkrywa mroczne tajemnice swojego dzieciństwa.

## Obsada
| Aktorzy              | Postać                                  |
| -------------------- | --------------------------------------- |
| Lucélia Santos       | Vírginia Prado                          |
| Eva Wilma            | Laura Prado, jej matka                  |
| Armando Bógus        | Dr Daniel, kochanek Laury               |
| Norma Blum           | Frau Herta                              |
| Adriano Reys         | mecenas Natércio Prado, ojciec Virginii |
| Marcelo Picchi       | Eduardo                                 |
| Sílvia Salgado       | Bruna Prado, siostra Virginii           |
| Priscila Camargo     | Otávia Prado, siostra Virginii          |
| Roberto Pirillo      | Luís Carlos                             |
| Dênis Derkian        | Conrado                                 |
| Maria Helena Dias    | Lígia                                   |
| Castro Gonzaga       | Cícero                                  |
| Ana Lúcia Torre      | Celina                                  |
| Edson Celulari       | Sérgio                                  |
| Mônica Torres        | Letícia                                 |
| Paulo Ramos          | Rogério                                 |
| Elza Gomes           | Vó Bela                                 |
| Jorge Cherques       | Casemiro Garcia                         |
| Arthur Costa Filho   | Manoel                                  |
| Neuza Amaral         | Idalina                                 |
| Henriqueta Brieba    | Ana Dória                               |
| Ênio Santos          | Francisco                               |
| Djenane Machado      | Guiomar                                 |
| Percy Aires          | Padre Aluísio                           |
| Fábio Junqueira      | Pedro                                   |
| Alzira Andrade       | Margarida                               |
| José Augusto Branco  | Moreno                                  |
| Joyce de Oliveira    | Bibiana                                 |
| Chico Tenreiro       | Péricles                                |
| Lupe Gigliotti       | Mariana                                 |
| Manfredo Colassanti  | Benito                                  |
| Maria Helena Velasco | Luciana                                 |
| Ivan de Almeida      | Juvenal                                 |
| Joséphine Hélene     | Lena Pamposo                            |
| Gilda Sarmento       | Vicência                                |